# مايكل جاي كولين
مايكل جاي كولين (بالإنجليزية: Michael J. Cullen)‏ هو شخصية أعمال أمريكي، ولد في 1884 في نيوآرك في الولايات المتحدة، وتوفي في 1936 في كوينز في الولايات المتحدة.